# Pankreasenzyme
Als Pankreasenzyme werden in der medizinischen Diagnostik die Enzyme Pankreas-Amylase und Pankreaslipase bezeichnet. Die Laborwerte dieser Enzyme werden zur Diagnose einer Entzündung der Bauchspeicheldrüse (Pankreatitis) genutzt. Sie wird durch die Erhöhung der Aktivität der Pankreasenzyme im Blut diagnostiziert.

## Quelle
- Klaus Dörner, H.-J. Battista: Klinische Chemie und Hämatologie. Edition: 6. Georg Thieme Verlag, 2006. ISBN 3131297166, S. 373–8.
- Mössner, Joachim; Keim, Volker: Therapie mit Pankreasenzymen. In: Dtsch Arztebl Int. Nr. 108(34-35), 2011, S. 578-82 (Übersichtsarbeit).